# الصرخة البعيدة: الانتقام
الصرخة البعيدة:الانتقام (بالإنجليزية: Far Cry: Vengeance)‏ هي لعبة فيديو صدرت في 2006. وهي متوفرة على أجهزة وي . اللعبة من تطوير يوبي سوفت مونتريال وهي من نشر يوبي سوفت.

## وصلات خارجية
- Official Far Cry website
- الصرخة البعيدة: الانتقام على موبي غيمز